# Ethon

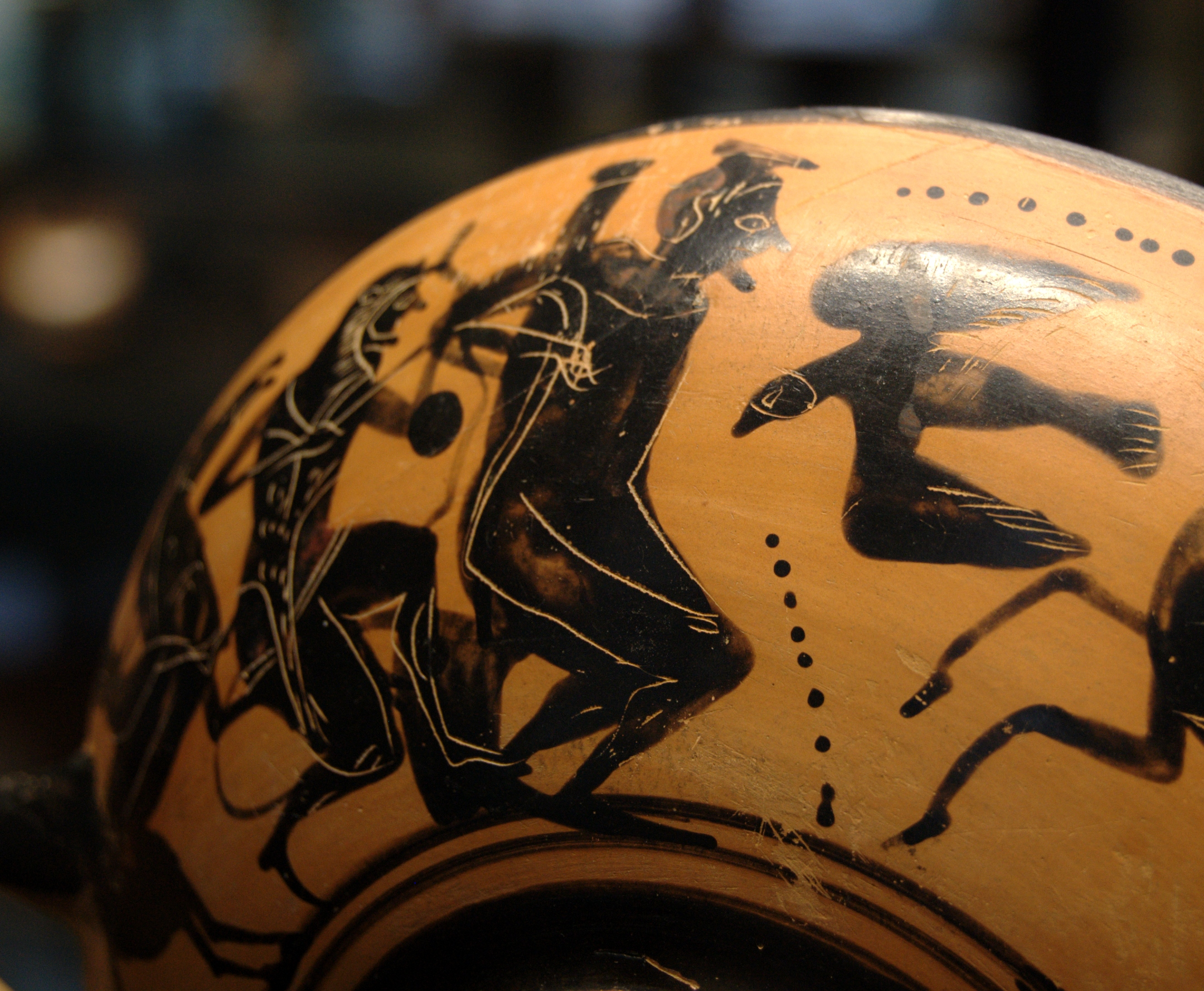
Ceramica greca con Ethon e Prometeo

Ethon o Etone o ancora Aithon è, nella mitologia greca, il nome della mostruosa aquila che rosicchiava ogni giorno il fegato di Prometeo dopo che egli fu incatenato da Zeus sul Caucaso. Figura presente in molti mitografi, è tuttavia nominata dal solo Igino nelle sue Fabulae.
Secondo una tradizione, l'aquila era una delle tante creature generate da Tifone ed Echidna. Una variante invece afferma che il mostro fu creato da Efesto insieme a Zeus, che gli avrebbe quindi infuso vita.
L'aquila venne uccisa con una freccia da Eracle, che liberò quindi Prometeo.